# Haniwa

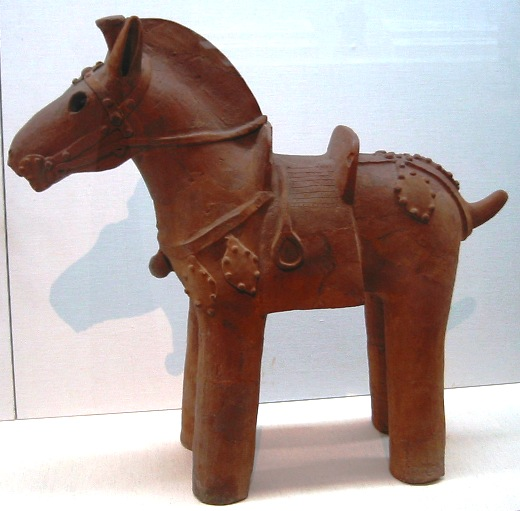
Haniwa v podobě koně

Haniwa (japonsky: 埴輪) je pojem označující terakotovou sochu, které byly vyráběny v Japonsku v tzv. mohylovém období neboli období Kofun. Mohou mít různé tvary a zachycovat různá vyobrazení jako lidské postavy, zvířata, domy apod. Přesný účel soch není znám, jelikož však byly často nalézány v okolí kofunů, je možné, že sloužily jako náhražka za lidské oběti. Výroba haniw započala na samém počátku 3. století nejprve v oblasti Kinai, avšak za nedlouho se rozšířila do celého Japonska.